# Alberto Cazzella
Alberto Cazzella (Roma, 9 aprile 1950) è un archeologo e paletnologo italiano.
Alberto Cazzella è Professore Ordinario di Paletnologia (Università di Roma "La Sapienza"), titolare degli insegnamenti di Paletnologia e di Archeologia e Antichità Egee nella Scuola di Specializzazione in Beni Archeologici della stessa Università. È socio ordinario dell'Istituto italiano di preistoria e protostoria e dell'European Association of Archaeologists. È stato tra gli organizzatori dei Convegni "Prospettive storico-antropologiche in archeologia preistorica" (Roma 1986), "L'età del Bronzo lungo il versante adriatico pugliese" (Bari 1995), "Theoretical  and Methodological Problems" (Colloquium I, XIII Congress U.I.S.P.P., Forlì 1996), "Recenti acquisizioni, problemi e prospettive della ricerca sull'Eneolitico dell'Italia centrale (Arcevia 1999), "Il Bronzo Recente in Italia" (Camaiore2000), “Sepolti tra i vivi” (Roma 2005) e “Le ragioni del cambiamento” (Roma 2006). È stato tra gli organizzatori  della XXXVIII (Ancona 2003), della XLIX (Firenze 2004) e della XL (Roma 2005), XLI (San Cipirello 2006), XLIII (Bologna 2008) Riunione Scientifica dell'Istituto Italiano di Preistoria e Protostoria. È stato tra i curatori delle mostre "Coppa Nevigata e il suo territorio" (Museo Naz. di Manfredonia 1987) e “Ambra per Agamennone” (Bari 2010).
Ha diretto gli scavi nei siti di La Capriola (VT), Arceto (RE), Cartofaro (AP), Tor Vergata (RM), Vivara-Punta di Mezzogiorno (NA), Roma – Campidoglio (livelli dell'età del Bronzo e prima età del Ferro), Monteroduni-Paradiso (IS), Rocca di Oratino (CB). Dal 1983 dirige lo scavo della collinetta artificiale di Coppa Nevigata (FG). Da diversi anni si occupa dello studio dei materiali preistorici dell'area cultuale di Tal-Silg (Malta) e dal 2003 dirige gli scavi di ambito preistorico in questo sito in qualità di membro della Missione Archeologica Italiana a Malta; è stato Coordinatore Scientifico Nazionale del Progetto "Un luogo di culto al Centro del Mediterraneo: il santuario di Tas-Silg a Malta dalla Preistoria all'età Bizantina", cofinanziato dal MIUR nel biennio 2003-2004 e responsabile locale del progetto”Riti e attività di culto nel santuario di Tas-Silg dal Tardo Neolitico all'età del Ferro”, cofinanziato dal MIUR nel biennio 2007-2008.

## Attività archeologica
- Isola di Vivara (Procida)
- Coppa Nevigata (Manfredonia)
- Tas Silg (Malta)
- Campidoglio (Roma)

## Opere pubblicate
- Manuale di archeologia. Le società della preistoria, Laterza, 1989, ISBN 8842034002